# Southwest Sioux, Bắc Dakota
Southwest Sioux là một lãnh thổ chưa tổ chức thuộc quận Sioux, tiểu bang Bắc Dakota, Hoa Kỳ. Năm 2010, dân số của nơi này là 259 người.